# Source du Rin
La source du Rin sous le village de montagne d'Amden, dans le canton de Saint-Gall, en Suisse, est la plus grande source karstique de la région de Churfirsten - Säntis et l'une des plus grandes d'Europe. 
La source est située sur les falaises rocheuses au nord du lac Walenstadt et draine la zone entre le lac Walen et la région du Toggenburg. Une vaste grotte d'eau mène à la source. La grotte n'est accessible qu'aux plongeurs spéléo (spéléologie). 
La source s'assèche plusieurs fois par an et aucune eau ne s'écoule plus de l'exsurgence. Le débit est en moyenne 2650 litre par seconde. En cas de fortes pluies, le débit peut atteindre 30 000 litres par seconde. Dans ce cas, l'eau gronde et forme une imposante cascade sur une paroi rocheuse d'environ 40 mètres de haut dans le bas des trois étages des chutes de Seerenbach. 

## Historique

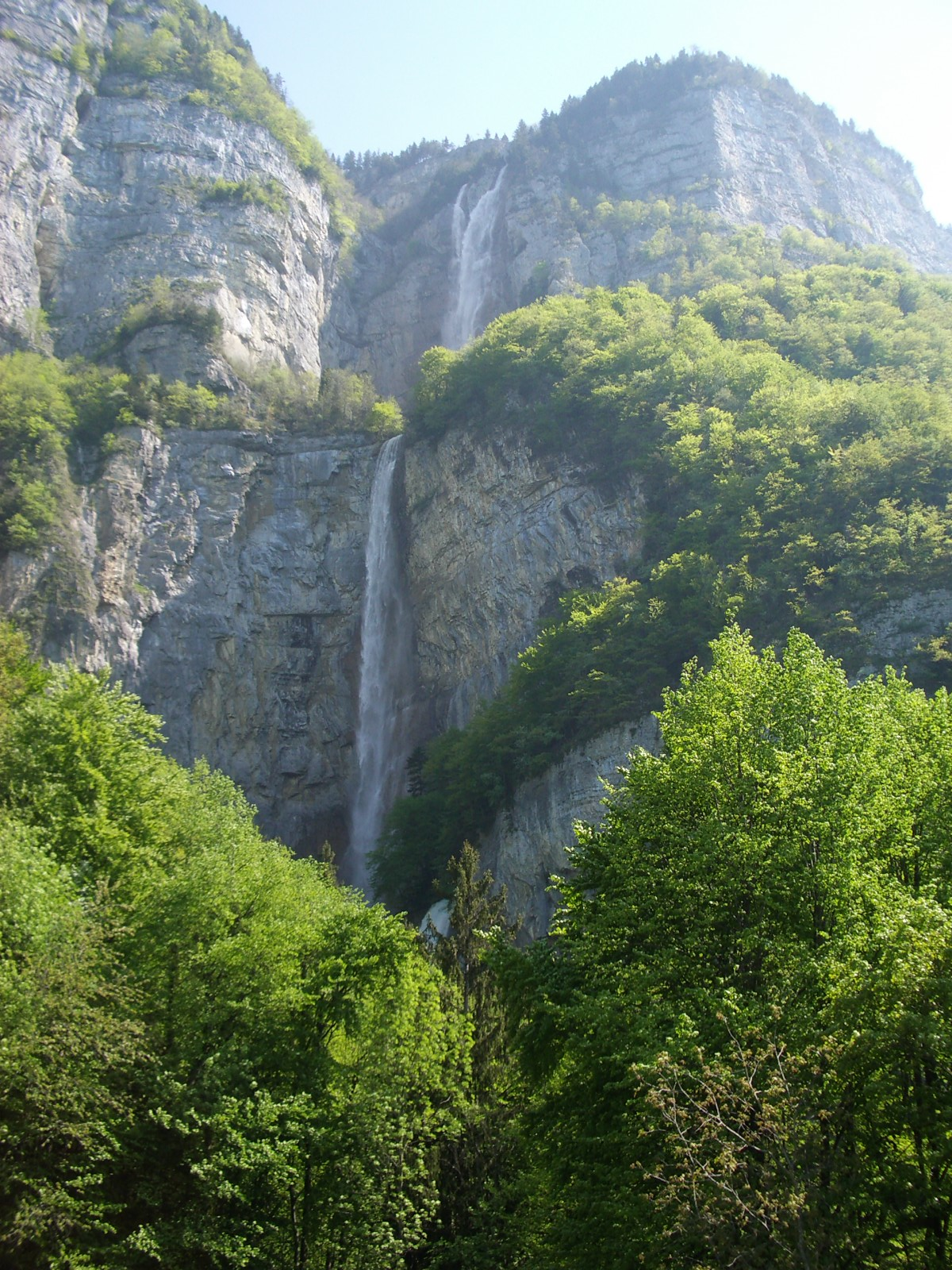
Chutes de Seerenbach avec la source du Rin en bas, à droite

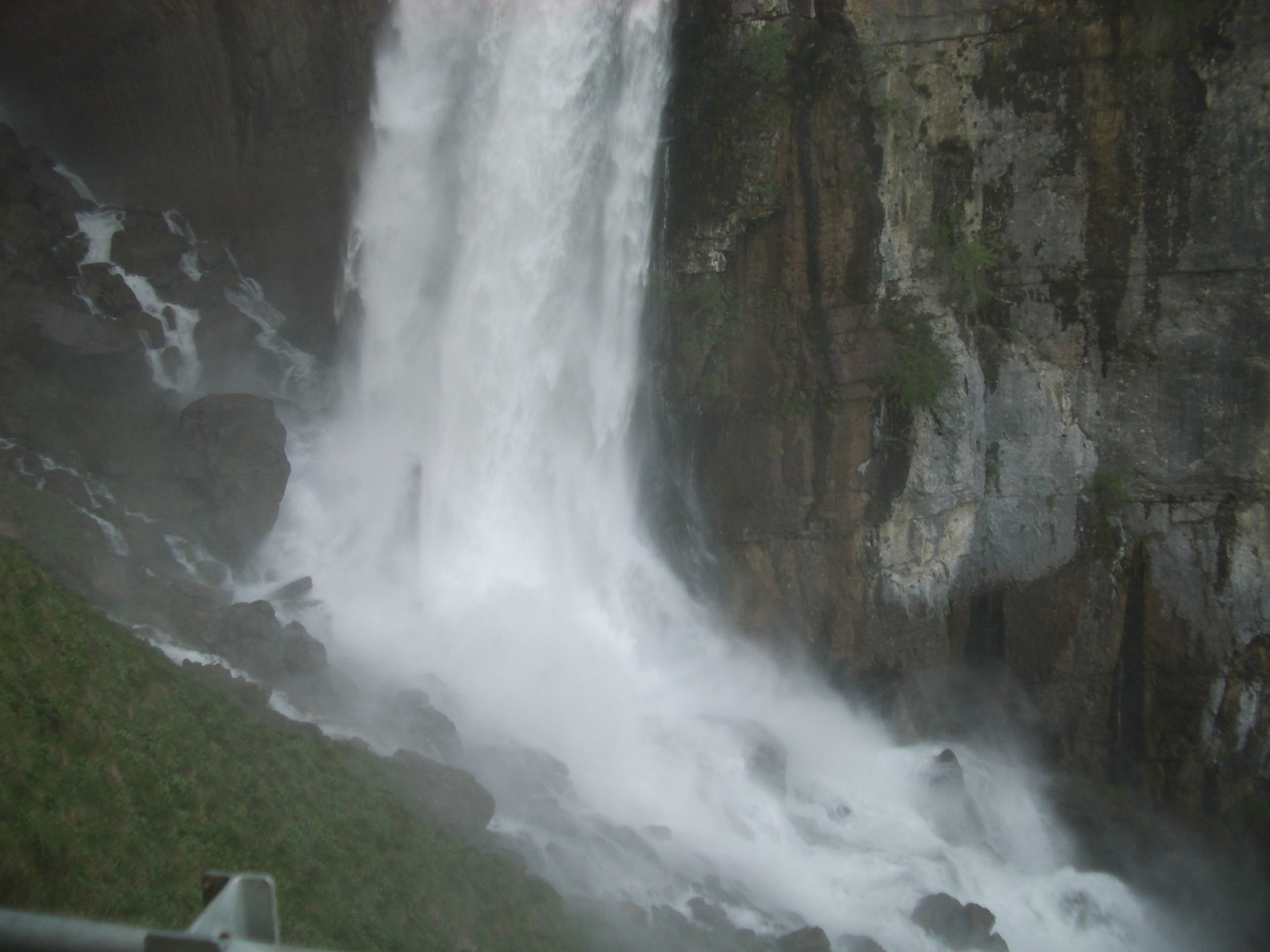
La source du Rin et les chutes de Seerenbach se rejoignent.

La zone d'entrée de la grotte a été explorée pour la première fois par des chercheurs en 1953. La première plongée a eu lieu en 1959. En 1963, une autre plongée a provoqué un accident mortel. En 1969, le groupe de recherche de la source Rin a commencé à étudier la grotte. Elle a réussi à traverser la zone d'entrée. l'équipe a parcouru 450 m en plongée. En 1972, l'Allemand Jochen Hasenmayer commence à explorer la source et réussi un an plus tard, une plongée de 930 m et atteint un cours d'eau secondaire. La source est alors la plus longue grotte sous-marine connue à l'époque. Les recherches ont cessé en 1981. 

## Géologie
La grotte se situe principalement dans le calcaire Betlis (Crétacé inférieur). La couche de substratum sous-jacente est constituée de globigérine - marne (tertiaire). L'entrée de la grotte (source) se situe dans la zone d'un synclinal moins prononcé. 

## Dimensions
La grotte a une longueur mesurée de 1920 m, dont plus de 1800 m sont sous l'eau. Le système de grottes présente une différence de hauteur de 33 m. 